# Chiara Calligaris
Chiara Calligaris (Gorizia, 8 de noviembre de 1971) es una deportista italiana que compitió en vela en la clase Europe. Ganó dos medallas de oro en el Campeonato Mundial de Europe, en los años 1989 y 1990.

## Palmarés internacional
| Campeonato Mundial | Campeonato Mundial | Campeonato Mundial | Campeonato Mundial |
| Año                | Lugar              | Medalla            | Clase              |
| ------------------ | ------------------ | ------------------ | ------------------ |
| 1989               | Oxelösund (Suecia) | Medalla de oro     | Europe             |
| 1990               | Livorno (Italia)   | Medalla de oro     | Europe             |